# وزن فارغ

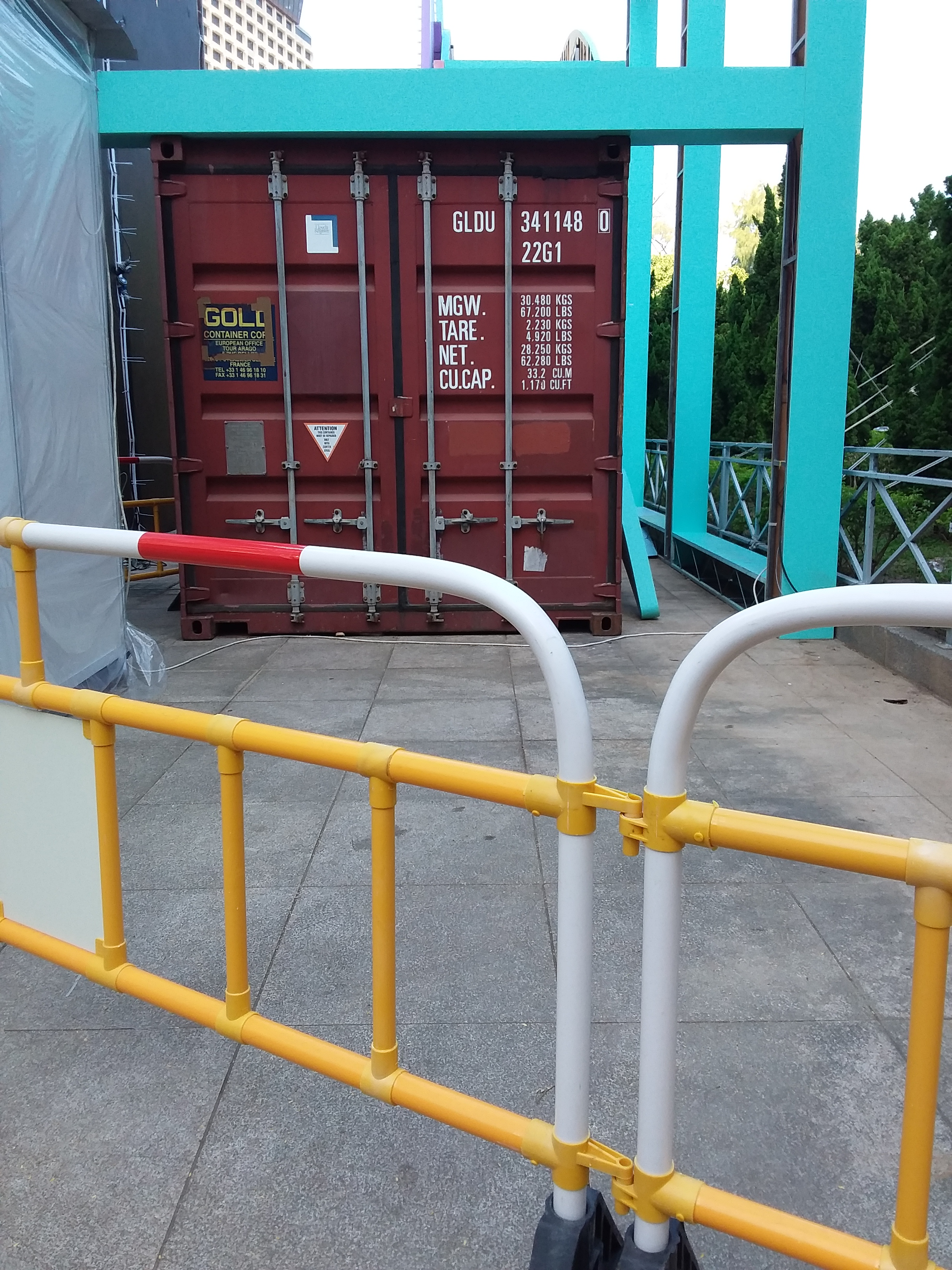

الوزن الفارغ هو وزن سيارة أو حاوية خالية. عن طريق طرح قيمة ذلك الوزن من الوزن الإجمالي لها، يعطي وزن البضائع المحمولة. وزن الحمل الخالي يكون مكتوب على جانب سيارات النقل لتسهيل حساب وزن الحمولة.
قديماً كان يستخدم مصطلح طرحة بدلاً من مصطلح الوزن الفارغ .